# Microsoft Visual Studio
Microsoft Visual Studio je vývojové prostředí (IDE) od Microsoftu. Může být použito pro vývoj konzolových aplikací a aplikací s grafickým rozhraním spolu s aplikacemi Windows Forms, webovými stránkami, webovými aplikacemi a webovými službami jak ve strojovém kódu, tak v řízeném kódu na platformách Microsoft Windows, Windows Mobile, Windows CE, .NET, .NET Compact Framework a Microsoft Silverlight. Aktuálně je na trhu Visual Studio 2022.
Visual Studio obsahuje editor kódu podporující IntelliSense a refaktorování. Integrovaný debugger pracuje jak na úrovni kódu, tak na úrovni stroje. Další vestavěné nástroje zahrnují designer formulářů pro tvorbu aplikací s GUI, designer webu, tříd a databázových schémat. Je možné přidávat rozšíření, což vylepšuje funkčnost na téměř každé úrovni – od doplnění podpory pro verzovací systémy (jako Subversion a Microsoft Team Foundation Server) po nové nástroje jako editory a vizuální designery pro doménově specifické jazyky nebo nástroje pro další aspekty návrhu programu (jako klient Team Foundation Serveru Team Explorer).
Visual Studio podporuje jazyky prostřednictvím jazykových služeb, což umožňuje, aby editor kódu a debugger podporoval jakýkoliv programovací jazyk. Mezi vestavěné jazyky patří C/C++ (použitím Visual C++), VB.NET (použitím Visual Basic .NET) a C# (použitím Visual C#). Podpora dalších jazyků jako Oxygene, F#, Python a Ruby spolu s ostatními může být přidána jazykovými službami, které musí být nainstalovány zvlášť. Také je podporováno XML/XSLT, HTML/XHTML, JavaScript a CSS. Existují i verze Visual Studia pro určitý jazyk, které uživateli poskytují omezenější jazykové služby. Tyto individuální balíčky jsou Microsoft Visual Basic, Visual J#, Visual C# a Visual C++.

## Architektura
Visual Studio nepodporuje žádný programovací jazyk nebo nástroj samo o sobě. Místo toho je mu možno přidat různá rozšíření funkčnosti. Každá funkčnost je zabalena do balíčku VSPackage. Když je nainstalována, je dostupná jako služba. IDE poskytuje tři služby: SVsSolution, která umožňuje očíslovat projekty a sestavy; SVsUIShell, který poskytuje rozdělování na okna a UI funkce (jako panely, nástrojové lišty a okna nástrojů); a SVsShell, který se stará o registraci balíčků VSPackage. IDE je také odpovědné za koordinaci služeb a umožnění komunikace mezi nimi. Všechny editory, designery, typy projektů a další nástroje jsou implementovány jako balíčky VSPackage. Visual Studio používá COM pro přístup k balíčkům. SDK také obsahuje Managed Package Framework (MPF), což je sada spravovaných obalů okolo rozhraní COM, které umožňují, aby mohly být balíčky psány v jazycích .NET. Nicméně, MPF neposkytuje veškerou funkčnost představenou COM rozhraními Visual Studia. Služby mohou být použity pro tvorbu dalších balíčků, což přidá funkčnost do IDE Visual Studia.
Podpora programovacích jazyků je přidána balíčkem zvaným Language Service (jazyková služba). Jazyková služba definuje různá rozhraní, která může implementace VSPackage implementovat pro přidání podpory různé funkčnosti. Funkčnost, která může být tímto způsobem přidána, zahrnuje zvýraznění syntaxe, doplňování příkazů, zvýrazňování párů závorek, tipy parametrů informací, seznamy členů a chybové značky pro kompilaci na pozadí. Pokud je rozhraní implementováno, funkčnost bude pro jazyk dostupná. Implementace jazykových služeb mohou použít kód z překladače nebo editoru jazyka. Jazykové služby mohou být implementovány jak ve strojovém kódu, tak v řízeném kódu. Pro strojový kód mohou být použity jak rozhraní COM, tak Babel Framework (součást SDK). Pro spravovaný kód obsahuje MPF obaly pro psaní spravovaných jazykových služeb.
Visual Studio neobsahuje žádnou vestavěnou podporu verzování, ale definuje MSSCCI (Microsoft Source Code Control Interface) implementováním toho, které verzovací systémy mohou být integrovány s IDE. MSSCCI definuje sadu funkcí, které jsou použity pro implementaci různé funkčnosti verzování. MSSCCI bylo poprvé použito pro integraci Visual SourceSafe s Visual Studiem 6.0, ale později bylo zpřístupněno přes Visual Studio SDK. Visual Studio .NET 2002 používalo MSSCCI 1.1 a Visual Studio .NET 2003 používalo MSSCCI 1.2. Visual Studio 2005 i 2008 používají MSSCCI verze 1.3, která přidává podporu přejmenovávání a mazání propagace, stejně jako asynchronní otevírání.
Visual Studio podporuje spuštění více instancí prostředí (každé s vlastní sadou balíčků). Instance používají jiné větve registrů (viz definici MSDN pojmu „registry hive“ použité v tomto smyslu) k uložení stavu konfigurace a jsou rozlišeny AppId (Application ID). Instance jsou spuštěny specifickými .exe, které vyberou AppId, nastaví kořenovou větev a spustí IDE. Balíčky registrované pro jedno AppId jsou integrovány s ostatními balíčky pro toto AppId. Různé edice Visual Studia používají jiná AppId. Produkty edice Visual Studio Express jsou nainstalovány se svými vlastními AppId, ale produkty Standard, Professional a Team Suite sdílí stejné AppId. Proto mohou být edice Express nainstalovány souběžně s ostatními edicemi, na rozdíl od ostatních edic, které aktualizují stejnou instalaci. Profesionální edice obsahuje supersadu balíčků ve standardní edici a Team Suite obsahuje supersadu balíčků v obou ostatních edicích. Systém AppId je ovlivněn systémem Visual Studio Shell ve Visual Studiu 2008.

## Prvky

### Editor kódu
Visual Studio, jako každé jiné IDE, obsahuje editor kódu, který podporuje zvýraznění syntaxe a automatické dokončování za použití IntelliSense nejen pro proměnné, funkce a metody, ale také konstrukce jako cykly a dotazy. IntelliSense podporují zahrnuté jazyky, stejně jako XML, CSS a JavaScript při vývoji webových stránek a webových aplikací. Návrhy automatického dokončování se zobrazí ve vyskakovacím seznamu. Ve Visual Studiu 2008 může být dočasně poloprůhledné, abyste viděli kód za ním. Editor kódu je používán pro všechny podporované jazyky.
Editor kódu Visual Studia také podporuje nastavování záložek v kódu pro rychlou navigaci. Další navigační pomůcky zahrnují sbalování bloků kódu a přírůstkové i normální hledání s podporou regulárních výrazů. Editor kódu také obsahuje vícepoložkovou schránku a seznam úkolů. Editor kódu podporuje snippety, což jsou uložené šablony opakujícího se kódu a mohou být do kódu vloženy a přizpůsobeny aktuálnímu projektu. Nástroj pro správu snippetů je také k dispozici. Tyto nástroje jsou plovoucí okna, která mohou být ukotvena nebo schována při nepoužívání. Editor kódu Visual Studia také podporuje refaktorování včetně změny pořadí parametrů, přejmenování proměnných a metod, extrakci rozhraní a zabalení členů třídy uvnitř vlastností mezi ostatní.
Visual Studio umožňuje kompilaci na pozadí (někdy zvaná přírůstková kompilace). Během psaní kódu jej Visual Studio na pozadí kompiluje, aby poskytlo informace o syntaktických a kompilačních chybách, které jsou podtrženy červenou vlnovkou. Varování jsou podtržena zelenou vlnovkou. Kompilace na pozadí negeneruje spustitelný kód, protože používá jiný kompilátor než ten, který generuje spustitelný kód. Kompilace na pozadí byla nejdříve dostupná jen pro Visual Basic, ale nyní podporuje všechny zahrnuté jazyky.

### Debugger
Visual Studio obsahuje debugger, který pracuje jak se spravovaným kódem, tak se strojovým kódem a může být použit pro debugování aplikací psaných v jakémkoliv jazyce podporovaném Visual Studiem. Navíc může být přiřazen běžícím procesům a debugovat je. Pokud je dostupný kód běžícího procesu, zobrazí se. Pokud není, zobrazí se kód v Assembleru. Debugger Visual Studia může také vytvořit obsahy paměti a později je nahrát pro debugging. Jsou také podporovány vícejádrové programy. Debugger může být nakonfigurován, aby byl spuštěn, když spadne aplikace běžící mimo Visual Studio.
Debugger povoluje nastavování breakpointů (které umožňují zastavit běh programu na určité pozici) a watche (které sledují hodnoty proměnných během procesu). Breakpointy mohou být podmíněné, tedy že se aktivují, pouze pokud je splněna určitá podmínka. Kód lze krokovat, tedy nechat provádět kód po jednom řádku. Může také vstoupit do funkcí, aby je debugoval uvnitř, nebo je přejít. Debugger podporuje funkci Edit and Continue, takže je možné kód upravovat během debuggingu. Pokud během debuggingu přejedete přes proměnnou, její aktuální hodnota je zobrazena v tipu, kde může být modifikována. Během kódování umožňuje debugger manuálně zavolat funkci pomocí okna Immediate. V tomto okně jsou také k dispozici parametry funkce.

### Designer
Visual Studio obsahuje vizuální designery, které pomáhají s vývojem aplikací. Tyto nástroje obsahují:
WinForms DesignerWinForms designer je používán pro GUI aplikace za použití WinForms. Obsahuje paletu ovládacích prvků (včetně tlačítek, progress barů, popisek a jiných prvků), které mohou být uchopeny a umístěny na povrch formuláře. Rozložení je možné ovládat ukládáním prvků do kontejnerů nebo uzamykáním na stranu formuláře. Prvky, které zobrazují data (textové pole, rozbalovací pole, tabulka atd.) mohou být propojeny s datovými zdroji jako databáze nebo dotazy. UI je spojeno s kódem event-driven programovacím modelem. Designer vygeneruje kód C# nebo VB.NET pro aplikaci.
WPF DesignerWPF designer, zvaný Cider, byl představen ve Visual Studiu 2008. Stejně jako WinForms designer podporuje drag-and-drop. Vytváří se s ním uživatelské rozhraní pro Windows Presentation Foundation. Podporuje všechny funkce WPF včetně propojení dat a automatickou správu rozložení. Generuje XAML kód pro UI. Vygenerovaný XAML kód je kompatibilní s Microsoft Expression Designem. XAML kód je s kódem spojen code-behind modelem.
Web designerVisual Studio také obsahuje editor webových stránek a designer, který je umožňuje vytvářet uchopováním a pokládáním prvků. Je používán pro vývoj aplikací ASP.NET a podporuje HTML, CSS a JavaScript. Používá code-behind model pro spojení s kódem ASP.NET. Zobrazovací engine je sdílen s Microsoft Expression Webem.
Designer třídDesigner tříd se používá pro vytváření a úpravu tříd (včetně jejich členů a přístupu) použitím modelu UML. Designer tříd může vygenerovat kódy C# a VB.NET pro třídy a metody. Také může vygenerovat diagramy z ručně psaných tříd.
Designer datDesigner dat může být použit pro grafickou úpravu databázových schémat, včetně psaných tabulek, primárních a cizích klíčů a omezení. Také může být použit pro design dotazů v grafickém zobrazení.
Designer mapováníOd Visual Studia 2008 je designer mapování používán funkcí LINQ to SQL k zobrazení mapování mezi databázovými schématy a třídami, které zabalují data.

### Další nástroje
Průzkumník otevřených panelůPoužívá se pro vypsání všech otevřených panelů a přepínání mezi nimi. Vyvolá se zkratkou CTRL+TAB.
Editor vlastnostíNástroj Properties Editor je použit pro editaci vlastností v GUI panelu uvnitř Visual Studia. Vypíše všechny dostupné vlastnosti (jak nastavitelné, tak jen pro čtení) ve všech objektech, včetně tříd, formulářů, webových stránek a dalších položek.
Průzkumník objektůObject Browser je průzkumník jmenných prostorů a knihoven tříd pro Microsoft .NET. Může být použit pro prozkoumávání jmenných prostorů (které jsou uspořádány hierarchicky) ve spravovaných sestavách. Hierarchie může i nemusí odpovídat organizaci v souborovém systému.
Průzkumník řešeníVe Visual Studiu je řešení sada souborů kódu a dalších zdrojů, které jsou použity pro tvorbu aplikace. Soubory v řešení jsou uspořádány hierarchicky, což může i nemusí odpovídat organizaci v souborovém systému. Solution Explorer je použit pro správu a průzkum souborů v řešení.
Průzkumník týmuTeam Explorer je použit pro integraci s možnostmi Team Foundation Serveru, Revision Control Systemu do IDE (a základ pro prostředí Microsoftu CodePlex pro open-source projekty). Kromě kontroly kódu poskytuje schopnost vidět a spravovat jednotlivé pracovní položky (včetně chyb, úkolů a dalších dokumentů) a procházet statistiky TFS. Je zahrnut jako součást instalace TFS a je také dostupný ke stažení pro Visual Studio 2005 and 2008. Team Explorer je také dostupný jako samostatné prostředí pro přístup ke službám TFS.
Průzkumník datData Explorer je používán pro správu databází v instancích Microsoft SQL Serveru. Umožňuje vytvářet a upravovat databázové tabulky (použitím Transact-SQL příkazů nebo designeru dat). Také může být použit pro tvorbu dotazů a uložených procedur, buď v Transact-SQL nebo ve spravovaném kódu prostřednictvím SQL CLR. Je také k dispozici podpora debuggingu a IntelliSense.
Průzkumník serveruNástroj Server Explorer se používá pro správu připojení k databázi na přístupném počítači. Lze s ním také procházet běžící služby Windows, výpočty výkonu, záznamy událostí a zprávy a použít je jako zdroj dat.

### Rozšiřitelnost
Visual Studio umožňuje vývojářům psát rozšíření. Rozšíření přicházejí ve formě maker, rozšíření a balíčků. Makra reprezentují opakující se úkoly a akce, které vývojáři mohou nahrávat, ukládat, přehrávat a distribuovat. Makra, nicméně, mohou být použita k implementaci nových příkazů nebo vytváření oken nástrojů. Jsou psány ve Visual Basicu a nejsou zkompilovány. Rozšíření (add-ins) poskytují přístup do objektového modelu Visual Studia a mohou být propojeny s IDE nástroji. Rozšíření mohou být použity pro implementaci nové funkčnosti a přidání nových oken nástrojů. Rozšíření jsou do IDE přidány přes COM a mohou být vytvořeny jakýmikoliv jazyky kompatibilními s COM. Balíčky jsou vytvořeny pomocí SDK, který poskytuje nejvyšší úroveň rozšiřitelnosti. Je používán pro vytvoření designerů a dalších nástrojů, stejně jako pro interakci s ostatními programovacími jazyky. Visual Studio SDK poskytuje ke splnění těchto úkolů jak nespravované, tak spravované API. Nicméně spravované API není tak komplexní jako nespravované. Rozšíření podporuje standardní (a vyšší) verze Visual Studia 2005. Edice Express je nepodporuje.
Visual Studio 2010 bylo přepsáno s použitím technologie Managed Extensibility Framework (MEF), která dovoluje snadnější vytváření rozšíření a nabízí více způsobů rozšíření vývojového prostředí. Nová rozšíření vytvořená s pomocí MEF jsou označována jako Extensions a lze je vyhledávat a instalovat pomocí nástroje Extension manager přímo z Visual Studia 2010.
Visual Studio 2012 již nepodporuje nahrávání a používání maker.
Visual Studio 2008 představilo Visual Studio Shell, který umožňuje vývoj přizpůsobené verze IDE. Visual Studio Shell definuje sadu balíčků VSPackage, která poskytuje funkčnost potřebnou v jakémkoliv IDE. Navíc mohou být pro přizpůsobení instalace přidány další balíčky. Izolovaný mód vytvoří nové AppId, kde jsou balíčky nainstalovány. Ty musí být spuštěny odlišným spustitelným souborem. Je to cíleno na vývoj vývojových prostředí, jak pro určitý jazyk, tak pro určitou situaci. Integrovaný mód instaluje balíčky do AppId profesionální/standardní/Team System edice, takže nástroje jsou do těchto edic integrovány. Visual Studio Shell je k dispozici zdarma ke stažení.
Po vydání Visual Studia 2008, Microsoft vytvořil Visual Studio Gallery. Slouží jako centrální umístění pro zasílání informací o rozšířeních do Visual Studia. Komunitní i komerční vývojáři mohou nahrávat informace o svých rozšířeních do Visual Studio .NET 2002 přes Visual Studio 2008. Uživatelé stránky mohou vyzkoušet a ohodnotit rozšíření, aby se dozvěděli o jejich kvalitě. Plánují se také RSS kanály a tagy.

## Podporované produkty

### Vložené produkty
Microsoft Visual C++Microsoft Visual C++ implementace od Microsoftu překladače C a C++ a dalších jazykových služeb a specifických nástrojů pro integraci s Visual Studio IDE. Může se kompilovat v C nebo C++ módu. Pro C dodržuje ISO C standard s částmi specifikace C99 spolu s doplňky do knihoven specifickými pro MS. Pro C++, dodržuje specifikaci ANSI C++ spolu s některými prvky C++0x. Také podporuje C++/CLI specifikaci pro psaní spravovaného kódu, stejně jako kódu v kombinovaném módu (kombinace strojového a spravovaného kódu). Microsoft používá Visual C++ pro vývoj ve strojovém kódu nebo kódu, který obsahuje strojové i spravované komponenty. Visual C++ podporuje COM stejně jako MFC knihovnu. Pro vývoj MFC poskytuje sadu průzkumníků pro vytváření a přizpůsobování standardního MFC kódu a vytváření GUI aplikací pomocí MFC. Visual C++ může také používat designer formulářů Visual Studia pro grafický design UI. Visual C++ může být také použito s Windows API. Také podporuje použití vestavěných funkcí, což jsou funkce rozpoznané přímo překladačem a nejsou implementovány jako knihovna Vestavěné funkce jsou použity pro použití instrukční sady SSE v moderních procesorech. Visual C++ také obsahuje specifikaci OpenMP (verze 2.0).
Microsoft Visual C#Microsoft Visual C# je implementace jazyka C# od Microsoftu, která je cílena na .NET Framework spolu s jazykovými službami, které Visual Studio IDE umožňují podporovat C# projekty. Zatímco jsou jazykové služby součástí Visual Studia, překladač je k dispozici odděleně jako součást .NET Frameworku. Visual C# 2008 překladač podporuje verzi 3.0 specifikací jazyka C#. Visual C# podporuje kromě ostatních designer tříd, designer formulářů nebo designer dat.
Microsoft Visual Basic .NETMicrosoft Visual Basic je implementace jazyka VB.NET a příslušných nástrojů a jazykových služeb od Microsoftu. Byl představen ve Visual Studiu .NET (2002). Microsoft používá Visual Basic pro rychlý vývoj aplikací. Visual Basic může být použit pro vytváření konzolových i GUI aplikací. Stejně jako Visual C#, Visual Basic také podporuje mimo jiné designer tříd, designer formulářů nebo designer dat. Jako C#, kompilátor VB.NET je také k dispozici jako součást .NET Frameworku, ale jazykové služby, které VB.NET projektům umožňují být vytvářeny Visual Studiem, jsou dostupné jako součást Visual Studia.
Microsoft Visual F#multiparadigmatický programovací jazyk pro .NET spojující funkcionální přístup s imperativním objektově orientovaným přístupem. Syntaxe jazyka vychází z ML a OCaml a dále je ovlivněna jazyky Haskell, C# a LINQ. První verze Visual Studia, která přímo obsahovala F# byla 2010. Součástí Visual Studia je i nástroj pro okamžité vyhodnocování kódu F# Interactive.
Microsoft Visual Web DeveloperMicrosoft Visual Web Developer se používá pro tvorbu webových stránek, webových aplikací a webových služeb ta použití ASP.NET. Je možné použít jak C#, tak VB.NET. Visual Web Developer může použít Visual Studio Web Designer pro grafický design rozložení stránek.
Team Foundation ServerTeam Foundation Server byl původně jen součástí Visual Studio Team System a později rozšířen a poskytován jako samostatný produkt pro produktovou řadu Visual Studio 2012. Team Foundation Server je zaměřen na týmové projekty při vývoji softwaru a funguje jako server poskytující verzování, kolekci dat, reporting a záznam projektu. Také obsahuje Team Explorer, klientský nástroj pro TFS služby, který je integrován do Visual Studia.

### Předchozí produkty
Visual FoxProVisual FoxPro je objektově orientovaný a procedurální programovací jazyk vytvořený Microsoftem. Je odvozený od FoxPro (původně známý jako FoxBASE), který byl vytvořen Fox Software na začátku roku 1984. Visual FoxPro je integrován se svojí relační databázovou engine, která rozšiřuje možnosti FoxPro xBase pro podporu SQL dotazů a manipulace s daty. Visual FoxPro je dynamický programovací jazyk, který nevyžaduje použití dalšího programovacího prostředí. Microsoft v roce 2007 oznámil, že vývoj Visual FoxPro byl od verze 9 Service Pack 2 zastaven, ale zůstane podporováno do roku 2015.
Visual SourceSafeMicrosoft Visual SourceSafe je verzovací softwarový balíček orientovaný na vývoj malých projektů. Databáze SourceSafe je víceuživatelská, víceprocesová databáze souborového systému, používající prvky systému Windows pro podporu zamykání a sdílení. Všechny verze jsou víceuživatelské, používají SMB (fileserver) síť. Nicméně, s Visual SourceSafe 2005 byly přidány další klient–server módy (Lan Booster a VSS Internet), možná použitím nějakého dalšího protokolu? Visual SourceSafe 6.0 bylo k dispozici jako samostatný produkt a bylo zahrnuto do Visual Studia 6.0 a dalších produktů jako Office Developer Edition. Visual SourceSafe 2005 bylo k dispozici jako samostatný produkt a zahrnuto v 2005 Team Suite. Visual Studio Team System obsahovalo Team Foundation Server pro verzování.
Microsoft Visual J++/Microsoft Visual J#Microsoft Visual J++ byla implementace Javy (s rozšířeními od Microsoftu) a příslušných jazykových služeb od Microsoftu. Vývoj byl ukončen důsledkem sporu se Sun Microsystems a technologie byla přenesena do Visual J#, překladač Javy pro .NET Framework od Microsoftu. J# byl dostupný ve Visual Studiu 2005, ale Visual Studio 2008 v něm již nepokračuje.
Visual InterDevVisual InterDev se používá pro vytváření webových aplikací za použití technologií Microsoft Active Server Pages (ASP). Podporuje doplňování kódu a obsahuje nástroje pro správu databázového serveru. Byl nahrazen Microsoft Visual Web Developerem.

## Edice

Diagram ukazující vztahy různých edic Visual Studia

Microsoft Visual Studio je k dispozici v následujících edicích:
Visual Studio ExpressVisual Studio Express 2012 jsou sady odlehčených individuálních IDE, které jsou poskytovány zdarma jako rozebrané verze Visual Studio IDE na základě určitých jazyků, tedy jsou nainstalovány jazykové služby pro podporované jazyky na samostatné Visual Studio Shell AppId. Obsahují jen malou sadu nástrojů v porovnání s ostatními systémy – jsou zbavené podpory vzdálené databáze pro designer dat, designer tříd a několik dalších nástrojů a prvků, stejně jako podpory rozšíření. x64 překladače nejsou pro Express edice Visual Studia k dispozici. Microsoft cílí Express IDE na studenty a amatéry. Express edice také nepoužívají celou MSDN knihovnu, ale používají MSDN Express Library. Aktuální verze Express edice jsou:
- Visual Studio Express 2012 for Web
- Visual Studio Express 2012 for Windows 8
- Visual Studio Express 2012 for Windows Desktop
- Visual Studio Express 2012 for Windows Phone

Visual Studio CommunityVisual Studio Community Edition je edice zdarma určená pro nekomerční použití a menší firmy. Tato edice byla oznámena 12. listopadu 2014 jako náhrada Visual Studio Express a na rozdíl od něj obsahuje většinu funkcí placené edice Visual Studio Professional.
Visual Studio ProfessionalVisual Studio Professional Edition je nejnižší placená edice. Umožňuje vývoj ve všech podporovaných jazycích, integraci s Microsoft SQL Serverem (která umožňuje tvorbu databází z Visual Studia) a vzdálený debugger (pro edice 2005) (který umožňuje debugging vzdáleného systému z Visual Studio debuggeru, pokud je na vzdáleném systému debugovací server). Visual Studio Professional podporuje všechny tři mechanismy rozšíření.
Visual Studio PremiumVisual Studio Premium obsahuje všechny nástroje z verze Professional. Dále obsahuje nástroje pro statickou analýzu kódu, zjišťování metrik kódu a profilování nebo testování databází.
Visual Studio UltimateVisual Studio Ultimate poskytuje sadu softwarového vývoje, návrhu architektury, spolupráce, metrik a záznamových nástrojů, včetně prvků obsažených ve Visual Studio Premium. Visual Studio Ultimate 2010 nahradilo edici Visual Studio Team System a sjednotilo jeho varianty pro jednotlivé role do jednohé edice.
Visual Studio Test ProfessionalVisual Studio Test Professional je omezená edice poskytující přístup testerům a manažerům k Team Foundation Server (TFS), Visual Studio Application Lifecycle Management (ALM) a Visual Studio Lab Management. První výskyt této edice byl ve verzi Visual Studio 2010.

### Zrušené edice
Visual Studio Standard (zrušena)Od Visual Studia 2010 byla edice Standard zrušena, jako nejnižší placená verze je Professional, Express verze pro nadšence zůstává. Visual Studio Standard Edition poskytuje IDE pro všechny podporované produkty a může podporovat celou MSDN knihovnu. Podporuje editaci XML a XSLT, test bench objektů a může vytvářet exportovatelné balíčky, které používají pouze ClickOnce. Nicméně, neobsahuje nástroje jako Server Explorer nebo integraci s Microsoft SQL Serverem. Visual Studio Standard může k rozšiřitelnosti použít pouze rozšíření. Podpora pro vývoj mobilních aplikací byla zahrnuta do standardní edice Visual Studia 2005, ale ve Visual Studiu 2008 je k dispozici pouze v profesionálních nebo vyšších edicích. Podpora vzdáleného debuggingu je zahrnuta pouze ve Visual Studiu 2008 Professional a Team Edition.
Visual Studio Team System (nahrazena)Edice Team System byla nahrazena edicí Ultimate. Visual Studio Team System poskytuje sadu softwarového vývoje, spolupráce, metrik a záznamových nástrojů, kromě prvků obsažených ve Visual Studio Professional. VSTS nabízí odlišné sady nástrojů na základě role vývoje software, pro kterou je použito. Nástroje specifické pro roli jsou:
- Team Explorer – základní TFS klient
- Architecture Edition
- Database Edition
- Development Edition
- Test Edition

Kombinovaná funkčnost všech čtyř edic Team Systemu je poskytnuta v edici Team Suite. Database Edition, zvaná "DataDude", byla původně vydána jako samostatná edice po prvním vydání Visual Studia 2005. Je obsažena ve Visual Studiu 2008 jako samostatní edice, ale funkčnost se propojí s Development Edition v následujícím vydání 2010.
Spolu s klientskými SKU, Visual Studio Team System také obsahuje Team Foundation Server pro kontrolu zdrojového kódu, záznam pracovních položek, zprávy a správu týmu. Team Explorer je TFS klient, který je integrován do VSTS IDE, s dalšími funkcemi pro vývoj aplikací.
Visual Studio Tools for OfficeVisual Studio Tools for Office je SDK a rozšíření Visual Studia, které obsahuje nástroje pro vývoj platformy Microsoft Office. Dříve, tedy ve Visual Studiu .NET 2003 a Visual Studiu 2005, to bylo oddělené SKU, které podporovalo pouze jazyky Visual C# a Visual Basic nebo bylo zahrnuto v Team Suite. S Visual Studiem 2008 to už není oddělené SKU, ale je obsaženo v profesionálních a vyšších edicích.
Tabulka prvků edic
| Produkt                         | Rozšíření | Externí nástroje | Nastavení projektů | MSDN integrace | Designer tříd | Refaktorování     | Debugging         | 64bitové aplikace | Procesory Itanium | Visual Studio Tools for Office |
| ------------------------------- | --------- | ---------------- | ------------------ | -------------- | ------------- | ----------------- | ----------------- | ----------------- | ----------------- | ------------------------------ |
| Visual Studio Express           | Ne        | Minimální        | Omezená funkčnost  | MSDN Express   | Ne            | Omezená funkčnost | Omezená funkčnost | Ne                | Ne                | Ne                             |
| Visual Studio Standard          | Ano       | Ano              | Omezená funkčnost  | Ano            | Ano           | Ano               | Ano               | Ano               | Ne                | Ne                             |
| Visual Studio Professional      | Ano       | Ano              | Ano                | Ano            | Ano           | Ano               | Ano               | Ano               | Ne                | Ano                            |
| Visual Studio Team System edice | Ano       | Ano              | Ano                | Ano            | Ano           | Ano               | Ano               | Ano               | Ano               | Ano                            |

## Historie verzí

### Visual Studio 97
Microsoft poprvé vydal Visual Studio v roce 1997, když spojil mnoho svých programovacích nástrojů dohromady. Visual Studio 97 bylo vydáno ve dvou edicích, Professional a Enterprise. Obsahovalo Visual Basic 5.0 a Visual C++ 5.0, hlavně pro programování pro Windows; Visual J++ 1.1 pro programování pro Javu a Windows; a Visual FoxPro 5.0 pro databáze, především xBase. Představilo Visual InterDev pro tvorbu dynamicky generovaných webových stránek pomocí Active Server Pages. Výňatek z knihovny MSDN byl také zahrnut.
Visual Studio 97 byl první pokus Microsoftu použít jedno vývojové prostředí pro více jazyků. Visual C++, Visual J++, InterDev a MSDN Library používalo vše jedno prostředí, zvané Developer Studio. Visual Basic a Visual FoxPro používaly oddělená prostředí.

### Visual Studio 6.0
Další verze, 6.0, byla vydána v červnu 1998 a byla to ta poslední verze pro platformu Windows 9x. Čísla verzí všech obsažených částí se také zvýšily na 6.0, včetně Visual J++, které přešlo z 1.1 a Visual InterDev, které bylo na 1.0. Tato verze byla základem vývojového systému Microsoftu na příští čtyři roky, protože Microsoft svou vývojářskou pozornost zaměřil na .NET Framework.
Visual Studio 6.0 byla poslední verze, která obsahovala verzi Visual Basicu na základě COM; další verze budou obsahovat verzi jazyka na základě .NET. Byla to také poslední verze obsahující Visual J++, který byl vyjmut jako součást boje se Sun Microsystems, který chtěl, aby Microsoft zastavil vývoj všech programovacích nástrojů, které byly cíleny na Java Virtual Machine.
Visual Basic, Visual C++ a Visual FoxPro měly oddělené IDE, přičemž Visual J++ a Visual InterDev sdílely nové prostředí. Toto nové IDE bylo vytvářené s myšlenkou na rozšiřitelnost, a stalo se (po několika interních revizích) běžným prostředím pro všechny jazyky s vydáním Visual Studia .NET. Visual Studio 6.0 byla také poslední verze obsahující Visual FoxPro.

### Visual Studio .NET (2002)
Microsoft vydal Visual Studio .NET, zvané Rainier, v únoru 2002 (beta verze byla vydána na MSDN v roce 2001). Největší změnou bylo představení vývojového prostředí pro spravovaný kód za použití .NET Framework. Programy vyvinuté použitím .NET nejsou zkompilovány do strojového kódu (jako například C++), ale místo toho do formátu Microsoft Intermediate Language (MSIL) nebo Common Intermediate Language (CIL). Když je MSIL aplikace spuštěna, je kompilována během spuštění do příslušného strojového kódu pro platformu, na které je spuštěna, takže kód je dostupný na několika platformách. Programy zkompilované do MSIL mohou být spuštěny pouze na platformách, které mají implementaci Common Language Infrastructure. Je možné spustit MSIL programy na Linuxu nebo Mac OS X použitím .NET implementací jako Mono a DotGNU (ne od Microsoftu).
To byla první verze Visual Studia, která vyžadovala platformu na základě Windows NT. Instalátor tento požadavek zahrnuje.
Microsoft představil C# (C-sharp), nový programovací jazyk, který je cílen na .NET. Je také představen následník Visual J++ zvaný Visual J#. Programy ve Visual J# používají syntaxi jazyka Java. Ovšem mohou být zkompilovány pouze pro .NET Framework, na rozdíl od jiných Javových nástrojů, které jsou pro Java Virtual Machine.
Visual Basic byl drasticky změněn, aby se mohl stát součástí nového rozhraní, a nová verze byla nazvána Visual Basic .NET. Microsoft také přidal rozšíření do C++ zvané Managed Extensions for C++, takže C++ programátoři mohli vytvářet .NET programy.
Visual Studio .NET může být použit pro tvorbu aplikací pro Windows (za použití Windows Forms, součásti .NET Frameworku), web (za použití ASP.NET a webových služeb) a, s rozšířením, přenosná zařízení (za použití .NET Compact Framework).
Prostředí Visual Studia .NET bylo přepsáno, aby používalo .NET. Všechny jazyky jsou unifikovány pod jedno prostředí. Ve srovnání s předchozími verzemi Visual Studia má čistší rozhraní a větší soudržnost. Je také více přizpůsobitelné s nástrojovými okny, která se automaticky skrývají, nejsou-li použita. Přestože Visual FoxPro 7 začínalo jako součást Visual Studia 7 a dřívější betaverze VS dovolovaly debugging uvnitř DLL z VFP, bylo odstraněno, aby následovalo svou vlastní vývojovou dráhu.
Interní číslo verze Visual Studia .NET je verze 7.0. Microsoft vydal Service Pack 1 pro Visual Studio .NET 2002 v březnu 2005.

### Visual Studio .NET 2003
V dubnu 2003 představil Microsoft menší vylepšení Visual Studia .NET zvané Visual Studio .NET 2003 s krycím názvem Everett. Obsahuje aktualizaci .NET Framework, verze 1.1, a je to první verze, které podporuje vývoj aplikací pro mobilní zařízení, buď za použití ASP.NET nebo .NET Compact Framework. Kompilátor Visual C++ více dodržuje standardy, hlavně v oblasti Partial template specialization. Visual C++ Toolkit 2003 je bezplatná verze stejného kompilátoru, dodávaná s Visual Studiem 2003 .NET bez IDE, přestože už není dostupná a podporovaná Express edicemi. Interní verze Visual Studia .NET 2003 je verze 7.1, zatímco verze formátu souborů je 8.0.
Visual Studio .NET 2003 bylo dodáváno ve čtyřech edicích: Academic, Professional, Enterprise Developer a Enterprise Architect. Visual Studio .NET 2003 edice Enterprise Architect obsahuje implementaci modelovacích technologií Microsoft Visio, které se zaměřuje na tvorbu vizuálních reprezentací architektury aplikace na základě UML. "Enterprise Templates" byly také představeny, aby umožnili větším vývojářským týmům standardizovat styly kódování a uplatňovat politiky okolo použití komponentů a nastavování vlastností.
Service Pack 1 byl vydán 13. září 2006.

### Visual Studio 2005
Visual Studio 2005, zvané Whidbey, bylo vydáno online v říjnu 2005 a do obchodů se dostalo za několik týdnů. Microsoft odstranil z Visual Studia 2005 příponu ".NET" (stejně jako ze všech ostatních produktů s .NET v názvu), ale přesto je stále zaměřeno hlavně na .NET Framework, který byl aktualizován na 2.0. Je to ta poslední dostupná verze pro Windows 2000. Interní verze Visual Studia 2005 je 8.0, zatímco verze formátu souborů je 9.0. Microsoft vydal Service Pack 1 pro Visual Studio 2005 on 14. prosince 2006. Další aktualizace Service Packu 1, která umožňuje kompatibilitu s Windows Vista, byla dostupná 3. června 2007.
Visual Studio 2005 bylo aktualizováno, aby podporovalo všechny nové prvky představené v .NET Framework 2.0, včetně ASP.NET 2.0. Prvek IntelliSense ve Visual Studiu byl vylepšen a pro podporu ASP.NET byly přidány nové typy projektů. Visual Studio 2005 také obsahuje lokální webový server oddělený od IIS, který může být použit pro hostování ASP.NET aplikací během vývoje a testování. Také podporuje všechny databáze SQL Serveru 2005. Designery databází byly vylepšeny o podporu ADO.NET 2.0, který je obsažen v .NET Framework 2.0. C++ také dostalo podobné vylepšení v podobě C++/CLI, které je navrženo, aby nahradilo použití Managed C++. Další nové prvky Visual Studia 2005 obsahují "Deployment Designer", který umožňuje, aby byly designy aplikace ověřené před vydáním, vylepšené prostředí pro publikování na webu v kombinaci s ASP.NET 2.0 a zátěžové testování, které testují výkon aplikace v různých podmínkách. Do Visual Studia byla také přidána podpora 64bitových aplikací. Samotné vývojové prostředí je dostupné pouze v 32bitovém módu, ale Visual C++ 2005 podporuje kompilaci pro x86-64 (AMD64 a Intel 64), stejně jako pro IA-64 (Itanium). Platforma SDK obsahovala 64bitové kompilátory a 64bitové verze knihoven.
Microsoft také představil Visual Studio Tools for Applications jako následovníka Visual Basic for Applications (VBA) a VSA (Visual Studio for Applications). VSTA 1.0 bylo vydáno pro práci s Office 2007. Je obsaženo v Office 2007 a je také součástí Visual Studio 2005 SDK. VSTA obsahuje přizpůsobitelné IDE na základě Visual Studio 2005 IDE a možnost vložení do aplikací objektovým modelem .NET. Aplikace Office 2007 pokračují v integraci s VBA, kromě InfoPath 2007, které je integrováno s SVTA. Další verze VSTA (verze 2.0 na základě Visual Studia 2008) je velmi odlišná od předchozí verze a obsahuje prvky jako dynamické programování, podporu WPF, WCF, WF, LINQ a .NET 3.5.

### Visual Studio 2008
Visual Studio 2008, zvané Orcas, bylo vydáno pro odběratele MSDN 19. listopadu 2007 vedle .NET Frameworku 3.5. Zdrojový kód Visual Studio IDE 2008 bude dostupné pod shared source licencí pro některé partnery Microsoftu a pro ISV. Microsoft vydal Service Pack 1 pro Visual Studio 2008 11. srpna 2008.
Visual Studio 2008 je zaměřeno na vývoj pro Windows Vista, Office 2007 a webových aplikací. Pro vizuální design jsou k dispozici nový vizuální designer Windows Presentation Foundation a nový HTML/CSS editor ovlivněný Microsoft Expression Webem. J# obsažen není. Visual Studio 2008 .NET Framework 3.5 a standardně kompiluje aplikace, aby běžely na .NET Framework 3.5, ale také umožňuje vývojáři vybrat, na které verzi .NET Frameworku (2.0, 3.0, 3.5, Silverlight CoreCLR nebo .NET Compact Framework) má aplikace běžet. Visual Studio 2008 také obsahuje nové nástroje pro analýzu kódu, včetně nového nástroje Code Metrics. Pro Visual C++ přidává Visual Studio novou verzi Microsoft Foundation Classes (MFC 9.0), která přidává podporu vizuálních stylů a UI prvků představených ve Windows Vista. Pro součinnost strojového a spravovaného kódu, Visual C++ představuje STL/CLR, což je souhrn C++ Standard Template Library (STL) kontejnerů a algoritmů pro objekty spravovaného kódu. STL/CLR definuje kontejnery, iterátory a algoritmy podobné STL, které pracují na spravovaných objektech C++/CLI.
Visual Studio 2008 obsahuje mimo jiné designer založený na XAML (zvaný Cider), designer pracovního toku, designer LINQ to SQL (pro definici mapování obalů typů a objektů pro data SQL serveru), XSLT debugger, podporu IntelliSense pro JavaScript, podporu debuggingu pro JavaScript, podporu UAC manifestů, systému pro paralelní aplikace. Je dodáváno s rozšířenou sadou UI prvků, jak pro WinForms, tak pro WPF. Také obsahuje vícevláknovou engine (MSBuild) pro kompilaci několika zdrojových souborů v projektu najednou prostřednictvím více vláken. Také obsahuje podporu pro kompilaci zkomprimovaných PNG ikon představených ve Windows Vista. Aktualizovaný designer XML schéma bude dodán samostatně nějakou dobu po vydání Visual Studia 2008.
Visual Studio Debugger obsahuje prvky pro snazší debugging vícevláknových aplikací. V debugovacím módu, v okně Threads, které vypisuje seznam všech vláken, přejetí přes vlákno zobrazí stav vlákna v tipu. Vlákna mohou být přímo pojmenována a označena pro snazší identifikaci ze samotného okna. Navíc, v okně kódu, spolu s ukázáním umístění aktuálně spuštěné instrukce aktuálního vlákna, se zobrazí i aktuálně spuštěné instrukce ostatních vláken. Visual Studio debugger podporuje integrovaný debugging NET Framework 3.5 Base Class Library BCL. To může dynamicky stáhnout zdrojový kód BCL a debugovací symboly a povolit přepnutí se do BCL kódu během debuggingu. Nyní je k dispozici pouze omezené množství BCL kódu, rozšíření se plánuje.

### Visual Studio 2010
Visual Studio 2010, zvané "Dev10", bylo uvedeno 12. února 2010. Uživatelské prostředí bylo přepracováno s použitím Windows Presentation Foundation a Managed Extensibility Framework. Visual Studio 2010 také obsahuje vylepšené nástroje pro vývoj a ladění vícevláknových aplikací a jejich profilování, vizualizaci vláken, úkolů (TPL) a jejich aktuálních zásobníků.
Nástroj Call Hierarchy umožňuje pro vybranou metodu v kódu zobrazit jak metody ji volají, tak i metody které samá volá. Technologie Quick Search dovoluje inkrementální vyhledání mezi symboly v otevřených projektech. Editor také podporuje přístup consume-first, kdy programátor nejprve v kódu použije proměnnou nebo metodu a Visual Studio ji na základě tohoto použití vygeneruje.
Visual Studio Ultimate 2010, zvané "Rosario", je další verze Visual Studio Team Systemu a je nabízeno jako nástroj pro "integrovanou správu životního cyklu aplikace". Záměrem je umožnit a rozšířit vývoj v jakékoliv fázi životního cyklu aplikace od návrhu po vydání a udržování. Pro řízený kód obsahuje Visual Studio Ultimate 2010 i historický debugger IntelliTrace, který kromě aktuálního stavu programu ukládá informace (např. hodnoty parametrů, volání metod, výskyt událostí) průběžně a dovoluje je zobrazit zpětně (lze krokovat program nazpět).
Výchozí součástí Visual Studia 2010 je nově i multiparadigmatický programovací jazyk F# 2.0.

### Visual Studio 2012
Visual Studio 2012 bylo dokončeno 1. srpna 2012. Umožňuje vývoj aplikací pro .NET Framework 4.5 a Windows Store aplikací pro Windows 8 a WinRT a C++/CX. Vylepšuje možnosti navigace v řízených i neřízených projektech a přináší možnost vyhledání v jednotlivých oknech vývojové prostředí.
Pro Visual Studio 2012 vydává Microsoft aktualizace přinášející opravy i novou funkčnost rychleji než u předchozích verzí. Visual Studio 2012 Update 1 (Visual Studio 2012.1) bylo vydáno 26. listopadu 2012, Visual Studio 2012.2 dne 4. dubna 2013, Visual Studio 2012.3 dne 26. června 2013.
Od verze 2012 je součástí Visual Studia i nástroj pro tvorbu uživatelských rozhraní Expression Blend pod názvem Blend for Visual Studio 2012.

### Visual Studio 2013
Finální release Visual Studia 2013 je dostupný od 17. října 2013 spolu s .NET 4.5.1.
Preview Visual Studia 2013 byl oznámen na Build konferenci 2013 a byl dostupný od 26. června 2013. Visual Studio 2013 RC bylo dostupné developerům na MSDN od 9. září 2013.

### Visual Studio 2015
Visual Studio 2015 bylo Microsoftem uvolněno 20. července 2015. Poslední release je Visual Studio 2015 Update 3 z 27. června 2016.

### Visual Studio 2017
Visual Studio 2017 bylo Microsoftem uvolněno 7. března 2017. Poslední release je 15.9.51 z 8. listopadu 2022.

### Visual Studio 2019
Visual Studio 2019 bylo Microsoftem uvolněno 2. dubna 2019. Poslední release je 16.11.23 z 10. ledna 2023.

### Visual Studio 2022
Visual Studio 2022 bylo Microsoftem uvolněno 8. listopadu 2021. Poslední release je 17.7.4 z 12. září 2023.

## Předinstalované virtuální počítače
Microsoft nabízí virtuální stroje s Visual Studio Team Systemem 2008 a 2005 předinstalovanými na virtuálním disku pro dočasné použití.